# Mohamed Mashally

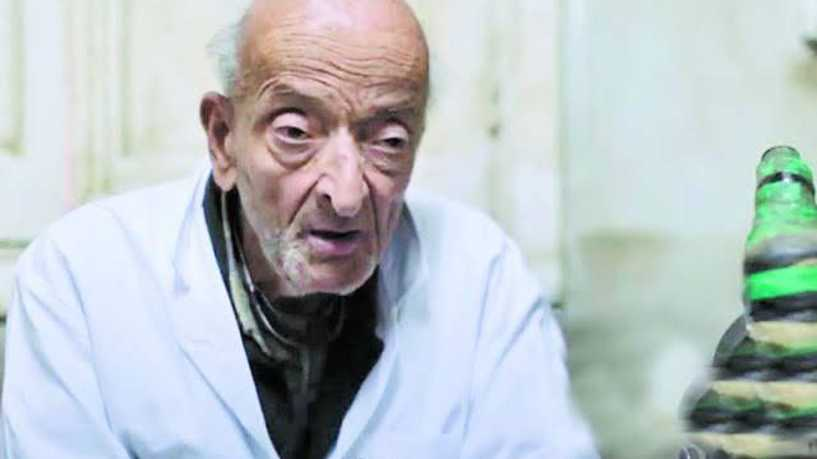
Mohamed Mashally

Mohamed Mashally (àrab egipci: محمد مشالى), també conegut com el «Metge dels pobres», (Zahr at Timsah, 1944 – Tantā, 28 de juliol de 2020) va ser un metge egipci, conegut per tractar pacients pobres a un cost molt baix al llarg de més de 50 anys de carrera professional.

## Trajectòria
Mashally va néixer al poble de Zahr at Timsah, a la governació de Buhayra, al nord d'Egipte. El seu pare va ser mestre. Posteriorment, la família es va traslladar a Tantā, a la governació d'Al-Gharbiya, i Mashally va estudiar a la Facultat de Medicina Qasr Al-Eini, abans d'especialitzar-se en medicina interna, pediatria i malalties infeccioses.
El 1975 va obrir una clínica a Gharbia per a la qual cobrava als pacients només 5 lliures egípcies per exàmens mèdics. La clínica, que va romandre oberta durant molts anys, només va augmentar els seus càrrecs a 10 lliures egípcies i Mashally sovint oferia exàmens gratuïts per als pacients més pobres.
El 28 de juliol de 2020 va morir a Tantā, governació d'Al-Gharbiya, i va ser enterrat a la seva governació natal de Buhayra.